# 朴柱奉
朴柱奉（韓語：박주봉，1964年12月5日—）是韩国男子羽毛球双打和混合双打选手，現為韓國羽毛球國家隊總教練。全羅北道任實郡出生，畢業於全州農林高校、韓国体育大学及順天鄉大学大学院。
八十年代中期至九十年代中期活跃在羽坛，1985年世锦赛男双冠军，1989年世锦赛混双冠军，1991年世锦赛男双混双冠军，1992年奥运会男双冠军。被誉为百年一遇的双打奇才。
退役之后，朴柱奉先后出任马来西亚（至2002年）及日本国家羽毛球队总教练（自2004年雅典奥运会后上任至今，至少签约至2024年巴黎奥运会结束），高橋禮華、松友美佐紀成为他执教的第一个双打组合奥运冠军。

## 外部連結
- 朴柱奉在国际奥林匹克委员会的资料